# Ялокша

Ялокша — река в Лысковском районе Нижегородской области России. Устье реки находится в 41 км по левому берегу реки Керженец. Длина реки составляет 35 км, площадь водосборного бассейна — 169 км².
Исток реки в заболоченном лесном массиве в 50 км к северо-востоку от Лысково. Река течёт на юго-запад, всё течение проходит по ненаселённому лесу. Крупнейший приток — Мантуровка (левый)

## Данные водного реестра
По данным государственного водного реестра России относится к Верхневолжскому бассейновому округу, водохозяйственный участок реки — Волга от устья реки Ока до Чебоксарского гидроузла (Чебоксарское водохранилище), без рек Сура и Ветлуга, речной подбассейн реки — Волга от впадения Оки до Куйбышевского водохранилища (без бассейна Суры). Речной бассейн реки — (Верхняя) Волга до Куйбышевского водохранилища (без бассейна Оки).
По данным геоинформационной системы водохозяйственного районирования территории РФ, подготовленной Федеральным агентством водных ресурсов:
- Код водного объекта в государственном водном реестре — 08010400312110000034882
- Код по гидрологической изученности (ГИ) — 110003488
- Код бассейна — 08.01.04.003
- Номер тома по ГИ — 10
- Выпуск по ГИ — 0